# Deuxième ambassade japonaise en Europe

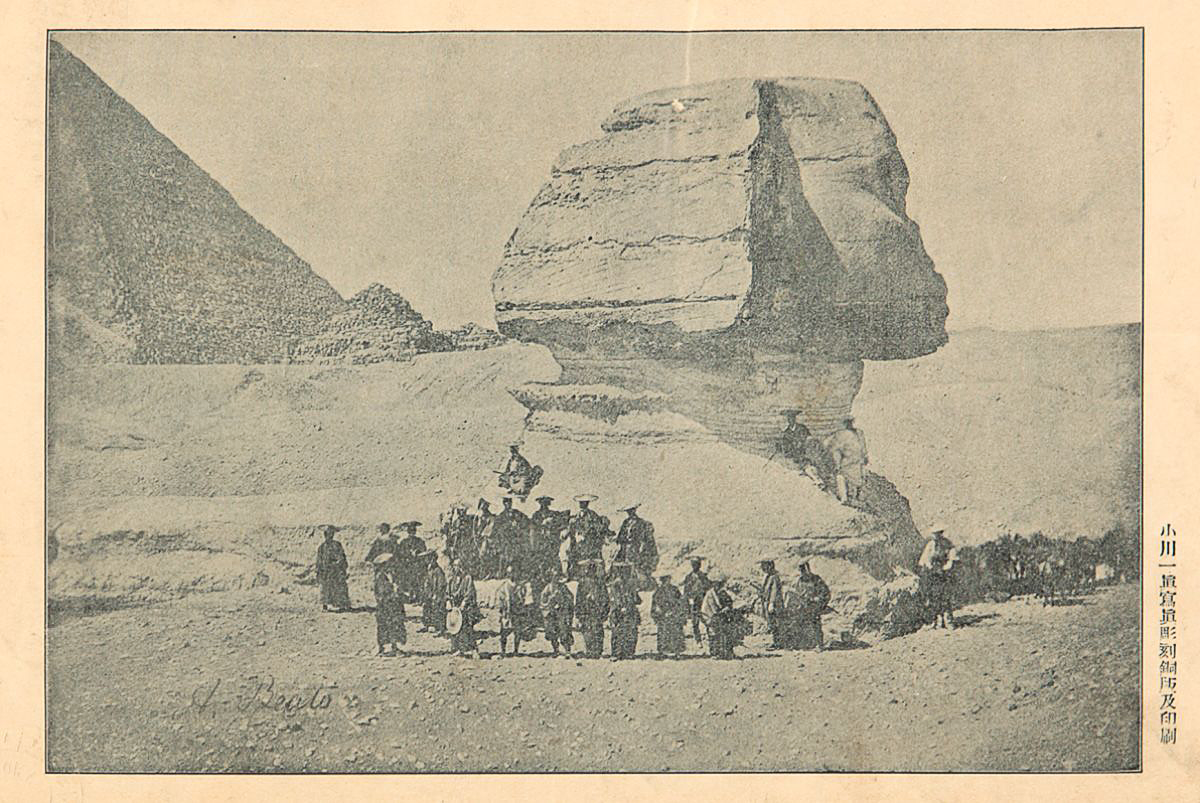
Les membres de la Mission Ikeda devant le Sphinx de Gizeh, 1864.

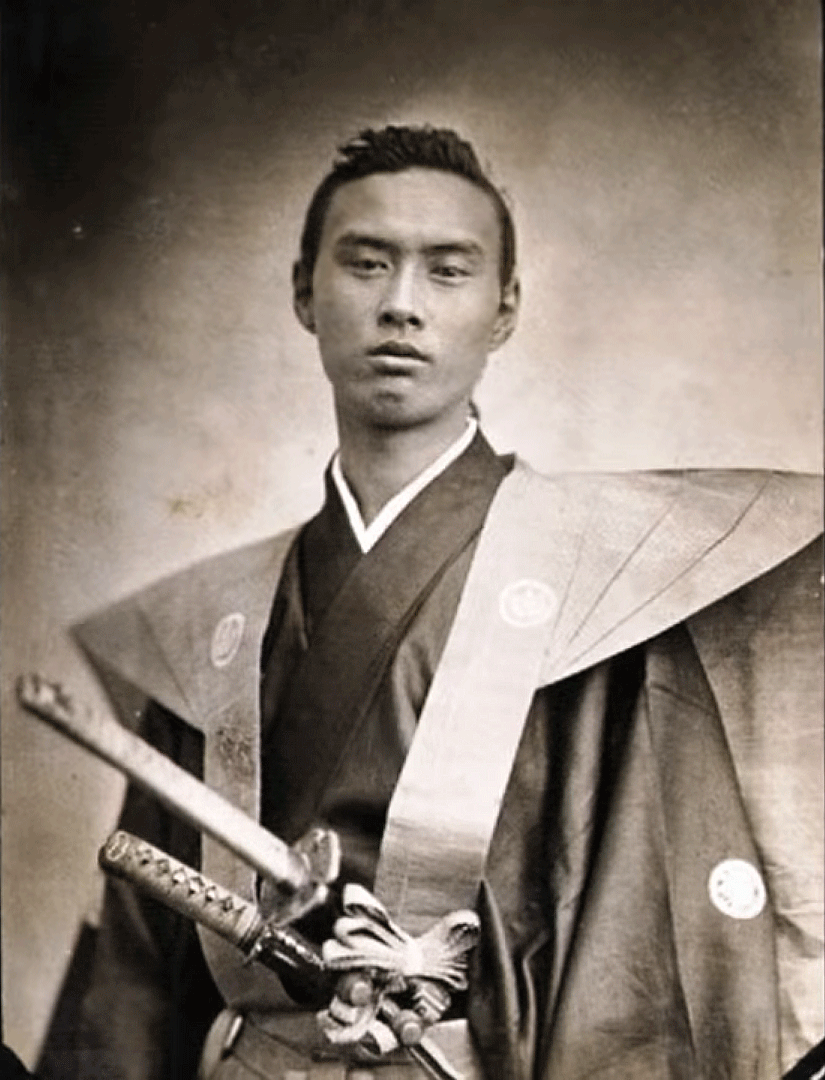
Ikeda Nagaoki était à la tête de la mission.

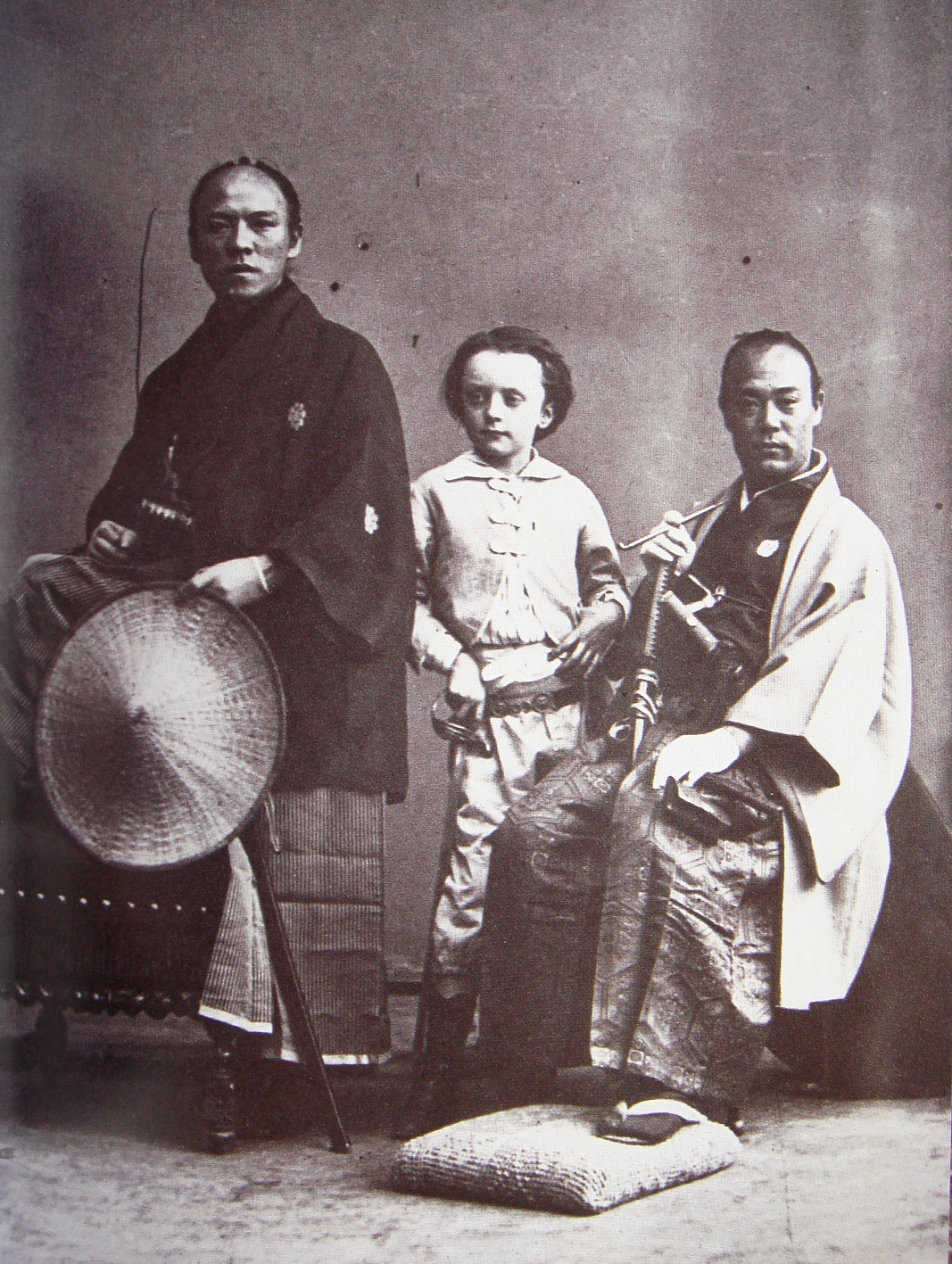
Le fils de Nadar photographié avec des membres de la mission Ikeda en 1863.

La deuxième ambassade japonaise en Europe (Japonais :第２回遣欧使節, aussi 横浜鎖港談判使節団), également appelée mission Ikeda, a été envoyée le 29 décembre 1863 par le shogunat Tokugawa après la première mission de l'année précédente.

## Histoire
Le chef de la mission était Ikeda Nagaoki, gouverneur de petits villages de Ibara dans la province de Bitchū (préfecture d'Okayama). Le chef adjoint de la mission était Kawazu Sukekuni.
L'objectif de la mission était d'obtenir l'accord français à la fermeture du port de Yokohama au commerce extérieur. La mission a été envoyée à la suite de l'ordre d'expulser les barbares de (1863) (攘夷 実行 の 勅命) édictée par l'empereur Kōmei et du bombardement de Shimonoseki, avec le désir de fermer à nouveau le pays à l'influence occidentale et de revenir à la politique d'isolement nationale. La tâche s'est révélée impossible étant donné que Yokohama était le centre de la présence étrangère au Japon depuis l'ouverture du pays par le commodore Perry en 1854.
Sur le chemin de la France, la mission a visité l’Égypte où les membres de la mission ont été photographiés prenant la pose devant le Sphinx de Gizeh par Antonio Beato, frère du célèbre photographe Felice Beato. Les membres de la mission ont été abondamment photographiés à Paris par Nadar.
La mission est rentrée au Japon sur un échec le 22 juillet 1864.

## Source
- Bennet, Terry: Early Japanese Images. Tuttle Publishing, 1998.  (ISBN 0-8048-2033-3) (ISBN )  (ISBN 978-0-8048-2033-2) (ISBN )

## Source de la traduction
- (en) Cet article est partiellement ou en totalité issu de l’article de Wikipédia en anglais intitulé « Second Japanese Embassy to Europe (1863) » (voir la liste des auteurs).